# Oziornoje (rejon ongudajski)
Oziornoje (ros. Озёрное) – wieś w Rosji, w Republice Ałtaju, w rejonie ongudajskim. W 2010 liczyła 258 mieszkańców.